# Белорусская государственная академия авиации
Белорусская государственная академия авиации (БГАА, академия авиации) — высшее учебное заведение Минска, ведущее подготовку авиационных специалистов. Является единственным учреждением образования авиационного профиля в Республике Беларусь.

## История
В 70-е годы гражданская авиации СССР получила бурное развитие. По всему Союзу создавались высшие и средне-специальные учебные заведения авиационной отрасли. Минск был определён как место подготовки технического персонала (техников-электриков и радиотехников). 1 октября 1974 года по распоряжению Совета Министров Белорусской ССР от 22 июля 1974 № 515р, приказу Министерства гражданской авиации СССР от 9 августа 1974 № 154 в Минске было создано Минское авиационное техническое училище гражданской авиации (МАТУГА).
В начале 90-х годов с целью подготовки более квалифицированных специалистов для обслуживания самолётов нового поколения и дальнейшей интеграции образовательного процесса с Рижским институтом инженеров гражданской авиации училище было преобразовано в Минский авиационно-технический колледж (МАТК). Однако данные планы не были реализованы ввиду распада СССР.
В 1994 году МАТК был переименован в Минский государственный авиационный колледж (МГАК). С этого периода впервые началась подготовка специалистов не только со средне-специальным, но и с высшим инженерным образованием. Последняя осуществлялась благодаря сотрудничеству с Белорусским государственным университетом информатики и радиоэлектроники (БГУИР) и Белорусской государственной политехнической академией (БГПА, в настоящее время — БНТУ). Самостоятельная подготовка авиационных специалистов с высшим образованием была начата в 1997 году.
25 августа 1995 года МГАК реорганизован в Минский государственный высший лётно-технический колледж (МГВЛТК) с подчинением Государственному комитету по авиации Республики Беларусь (современный Департамент по авиации Министерства транспорта и коммуникаций Республики Беларусь). Планировалось открыть подготовку инженеров-пилотов по специальности «Эксплуатация транспортных средств» со специализацией «Лётная эксплуатация воздушного транспорта», однако по различным причинам начать подготовку данных специалистов не удалось. Поэтому в 2001 году МГВЛТК был переименован в Минский государственный высший авиационный колледж (МГВАК).
В 2003 году по заказу Министерства обороны Республики Беларусь в колледже была начата подготовка военных кадров для Вооружённых Сил на базе созданной в 1993 году военной кафедры.
С 2008 года по стандартам ИКАО все пилоты и авиадиспетчеры, обслуживающие международные полёты, должны владеть английским языком на минимальном уровне 4 (рабочем) по шкале ИКАО. На территории Республики Беларусь не было учебного заведения, где можно было бы подтвердить данный уровень. С 2010 по 2013 год сотрудниками БГАА (в то время МГВАК) был инициирован и создан тест PELTA (Proficiency English Language Test for Aviation). Тестирующая система разработана с учётом требований ИКАО, предъявляемых к языковому тестированию, одобрена и аккредитована в установленном порядке Департаментом по авиации Республики Беларусь.
1 апреля 2015 года МГВАК был реорганизован в Белорусскую государственную академию авиации (БГАА).
В 2024 году коллектив Белорусской государственной академии авиации удостоен Благодарности Президента Республики Беларусь.

## Образование
- Общее высшее образование
- Углубленное высшее образование (магистратура)
- Научно-ориентированное образование (аспирантура)
- Подготовительные курсы
- Среднее специальное образование
- Повышение квалификации и переподготовка

В июле 2021 состоялось значимое событие для развития гражданской авиации Республики Беларусь — в БГАА был осуществлён первый набор на специальность 1-37 04 04 «Лётная эксплуатация воздушных судов гражданской авиации». Таким образом, в учреждении образования начали обучать пилотов гражданской авиации.
В рамках приёмной кампании 2021/2022 года БГАА впервые производила набор абитуриентов на основе общего базового образования (после 9 классов).

## Структура

### Факультет гражданской авиации
- Кафедра естественнонаучных и общепрофессиональных дисциплин
- Кафедра организации движения и обеспечения безопасности на воздушном транспорте
- Кафедра социально-гуманитарных дисциплин
- Кафедра технической эксплуатации авиационного и радиоэлектронного оборудования
- Кафедра технической эксплуатации воздушных судов и двигателей
- Кафедра физического воспитания и спорта
- Кафедра языковой подготовки

### Военный факультет
- Кафедра беспилотных авиационных комплексов и боевого управления
- Кафедра воздушных судов и авиационного оборудования
- Кафедра средств наземного обеспечения полётов
- Кафедра тактики и общевоенных дисциплин

### Отделение среднего специального образования
- Цикловая комиссия «Воздушные суда и средства механизации аэропортов»
- Цикловая комиссия «Общепрофессиональные дисциплины»
- Цикловая комиссия «Светотехническое авиационное и радиоэлектронное оборудование»

### Институт повышения квалификации и переподготовки
- Кафедра английского языка и эксплуатации воздушных судов

## Руководители

### Начальники
- Клименко Пётр Павлович (с 1974 по 1981).
- Глущенко Дмитрий Григорьевич (с 1981 по 1983).
- Сидорович Николай Андреевич (с 1983 по 1999).
- Науменко Александр Иванович (с 1999 по 2009).
- Лапцевич Александр Анатольевич (с 2009 по 2015).

### Ректоры
- Ловшенко Григорий Фёдорович (с 2015 по 2018).
- Шегидевич Артём Артурович (с 2018  по 2025).